# Robert de Nervo
Pour les articles homonymes, voir Nervo.
Le baron Robert de Nervo, né 3 septembre 1842 à Paris et mort le 24 août 1909 à Dammarie-les-Lys, est un industriel et une personnalité politique française.

## Biographie

### Enfance
Robert Ernest Frédéric Marie de Nervo est le fils du baron Gonsalve de Nervo (1804-1897), officier de l'armée espagnole, puis receveur général des finances et trésorier-payeur général, et d'Adélaïde Brugière de Barante.
Il est le petit-fils de l'amiral Christophe Olympe de Nervo et du baron Prosper de Barante, ainsi que le frère du préfet Fernand de Nervo.
Il épouse en premières noces, le 31 octobre 1867, Lucie-Agathe Talabot, fille de Léon Talabot  ; puis en secondes noces, en 1879, Élisa-Claire Sanson de Sansal (1853-1941), petite-fille du rosomane Jean Desprez. Il est le grand-père de Jacques, Édouard, et Yvonne, épouse de Robert Lemaignen.

### Carrière
Robert de Nervo est président des Ateliers et Chantiers de la Loire, de la Société des hauts fourneaux et des forges de Denain et d'Anzin, de la Société des mines et fonderies de Pontgibaud, de la Société Mokta El Hadid, du Comité des forges (1903-), vice-président de la Compagnie des chemins de fer de Paris à Lyon et à la Méditerranée (PLM), de la Compagnie des phosphates de Gafsa, de l'Union des industries métallurgiques et minières (UIMM), administrateur des Docks de Marseille, de la Société des Hauts-Fourneaux, forges et aciéries du Saut-du-Tarn, conseiller général du canton d'Olliergues (Puy-de-Dôme).
Robert de Nervo meurt le 24 août 1909 à Dammarie-les-Lys à l'âge de 66 ans.

Il est inhumé au cimetière de la Chabasse de la commune d'Olliergues au côté de ses deux épouses, de son frère Fernand (1836-1883), de son fils Jean (1884-1934), de sa mère, de sa grand-mère paternelle Zoé de Margency (1779-1852), d'Élisabeth Heurteau (1918-2001, épouse de son petit-fils François, fils de Jean) et de Louis de Perrigny (1828-1835, cousin décédé à l'âge de sept ans, fils de Inès de Nervo et de Théodat de Taillevis de Perrigny).

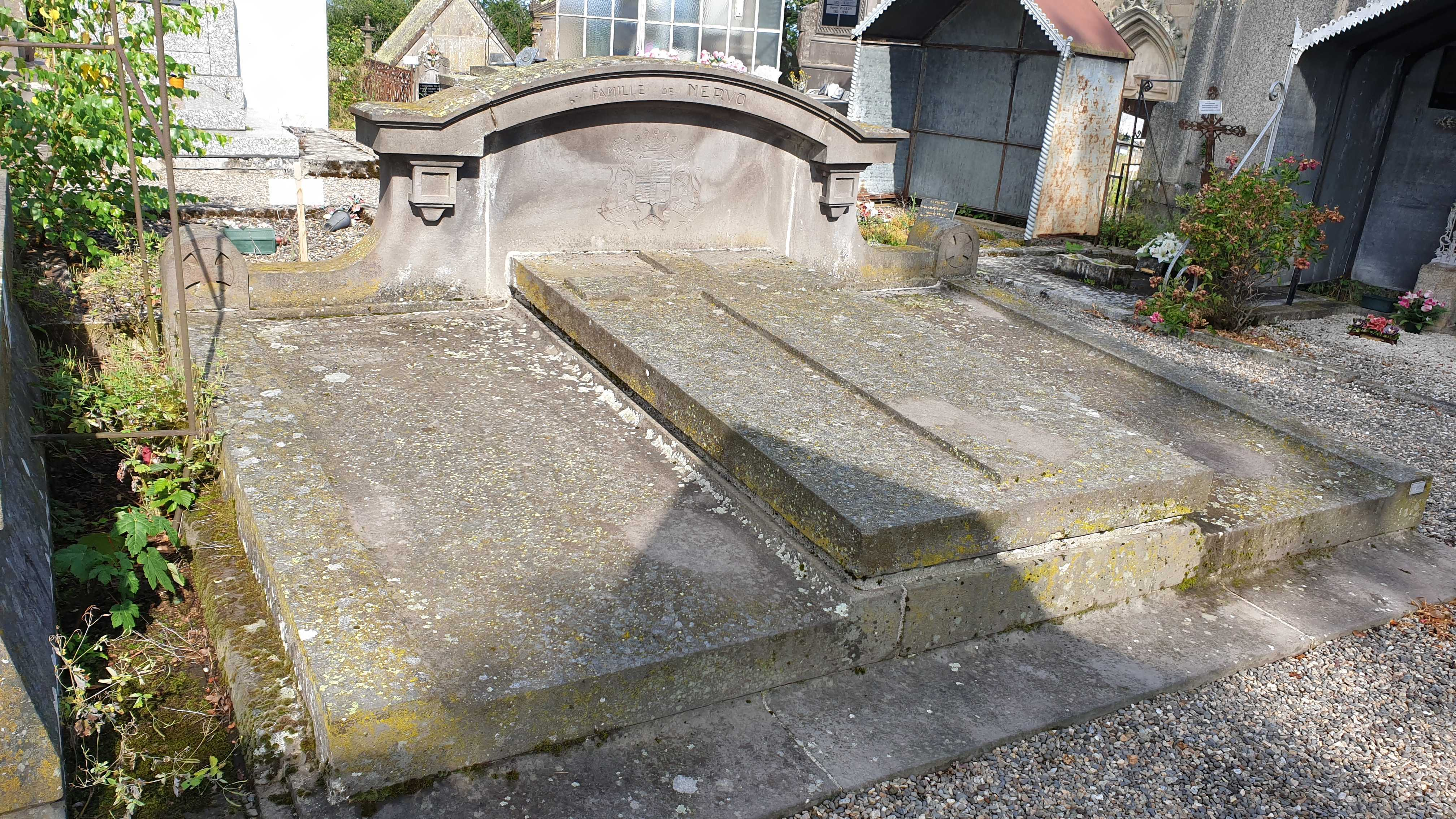
Tombe de la famille de Nervo

## Distinctions
- Officier de la Légion d'honneur (par décret du 14 août 1900)[3]
  -  Chevalier de la Légion d'honneur (par décret du 15 octobre 1871)

## Ouvrages
- Les Budgets de la France et de l'Angleterre (1862)
- La monarchie espagnole : ses origines, sa fondation (1869)
- Notes sur la Russie : 1835-1840, par M. le baron de Barante, revues et mises en ordre par M. le baron de Nervo (1875)
- Les Trois âges de la vie, étude (1878)
- Caractères contemporains. Calchas II, sa dynastie, son empire (1879)
- Lucia, ou la Statue du Mont-Cassin... (1880)
- Les Mémoires de mon coupé (1881)
- Les Trois danseurs de Valentine (1882)
- Les Confidences d'une hirondelle, histoire russe (1883)
- La conversion et la mort de M. de Talleyrand : récit de l'un des cinq témoins, par le Bon de Barante ; recueilli par son petit-fils le Baron de Nervo (1910)